# 平南南駅
平南南駅は、中華人民共和国 広西チワン族自治区 貴港市 平南県 鎮隆鎮にあり、南広線の高速鉄道の駅で、2014年4月18日に開業し、南寧市鉄道局の管轄である。

## 駅周辺
- 平南郡日光中学校
- 平南陰陽院ビジネスホテル
- 鎮龍バス停
- 中国郵貯銀行鎮龍鎮支店

## 歴史
- 2014年4月18日に開業した。

## 隣の駅
中国国鉄
南広線
桂平駅　-　平南南駅　-　藤県駅

## 参考資料
1. ↑  “南宁局集团公司客运站数据(车站)”.  中国铁路客户服务中心. 2018年7月4日閲覧。
2. ↑  平南南火车站介绍